# Меритус Парк
«Меритус Парк» (англ. Meritus Park) — многофункциональный стадион в Хейгерстауне, штат Мэриленд. Он заменил старый муниципальный стадион, который был снесён в 2022 году. Построен для бейсбольной команды «Хейгерстаун Флаинг Бокскарс», выступающей в независимой Атлантической лиге профессионального бейсбола, но также предназначен для других спортивных мероприятий, концертов на открытом воздухе, фестивалей и общественных мероприятий.
Надзор за строительством осуществляло Управление стадионов Мэриленда. Проектировкой и строительством занималась Turner Construction. Принадлежит и управляется промышленным фондом Хейгерстауна — округа Вашингтон. Строительный бюджет в размере 69,5 миллионов долларов в основном был составлен из облигаций на сумму 59,5 миллионов долларов, выпущенных управлением стадиона. Тогдашний губернатор Ларри Хоган выделил из бюджета ещё 8,5 миллиона долларов, а Генеральная ассамблея Мэриленда — 1,5 миллиона долларов.
Церемония закладки фундамента состоялась 18 октября 2022 года. Открылся «Меритус Парк» 4 мая 2024 года. Рассчитан на 3800 сидячих мест и вмещает 5500 человек на бейсбольных и прочих матчах, а также более 8500 при проведении других мероприятий. По первоначальным планам вместимость стадиона должна была составлять 6500 человек, но эта цифра была снижена для лучшего обслуживания неспортивных мероприятий. На первых шести домашних играх «Бокскарс» стадион был заполнен более чем на половину.
В феврале 2024 года Meritus Health и «Хейгерстаун» объявили о партнёрстве, в рамках которого компания приобрела права на название стадиона, который будет называться «Меритус Парк».